# Pamir Airways
Pamir Airways è stata una compagnia aerea afghana con sede a Kabul che ha operato sia voli nazionali che internazionali verso India, Arabia Saudita, Dubai e Tagikistan.
Il nome della compagnia deriva da quello del massiccio montuoso del Pamir.

## Storia
Pamir Airways è stata fondata nel 1994 da imprenditori locali ed è stata la prima compagnia aerea privata del Paese.
Le operazioni di volo sono iniziate nel 1995 con una flotta composta da un Boeing 707-300 e da due Antonov An-12.
Nell'aprile 2008 la compagnia è stata rilevata da un gruppo di investitori capeggiati da Sherkhan Farnood, presidente della Kabul Bank e divenuto in seguito presidente di Pamir Airways.
Nel novembre 2010 Pamir Airways è stata inserita nella Lista dei vettori aerei soggetti a divieto operativo nell'Unione europea. 
Il 17 marzo 2011 il Governo afghano ha sospeso il certificato di operatore aereo (COA) alla compagnia in seguito ad un'indagine di corruzione che ha coinvolto Sherkhan Farnood, accusato di aver concesso a Pamir Airways un prestito di 98 milioni di USD senza avere ricevuto garanzie.
Il 19 marzo seguente il COA è stato definitivamente ritirato.

## Flotta
Negli anni Pamir Airways ha utilizzato i seguenti velivoli:

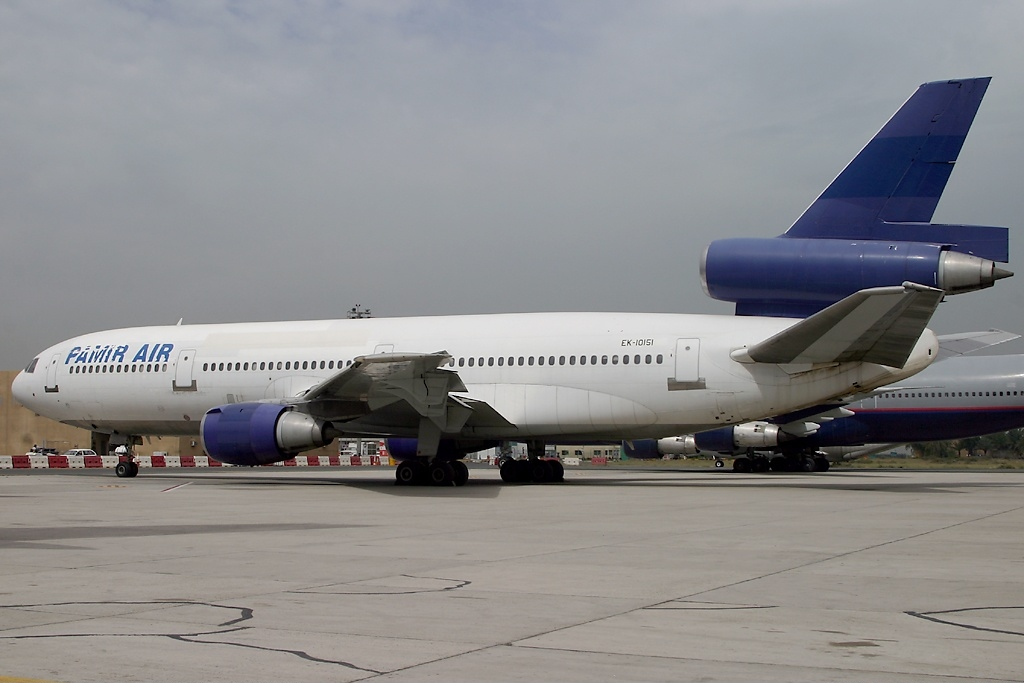
McDonnell Douglas DC-10 fotografato nel 2005 all'aeroporto di Sharjah
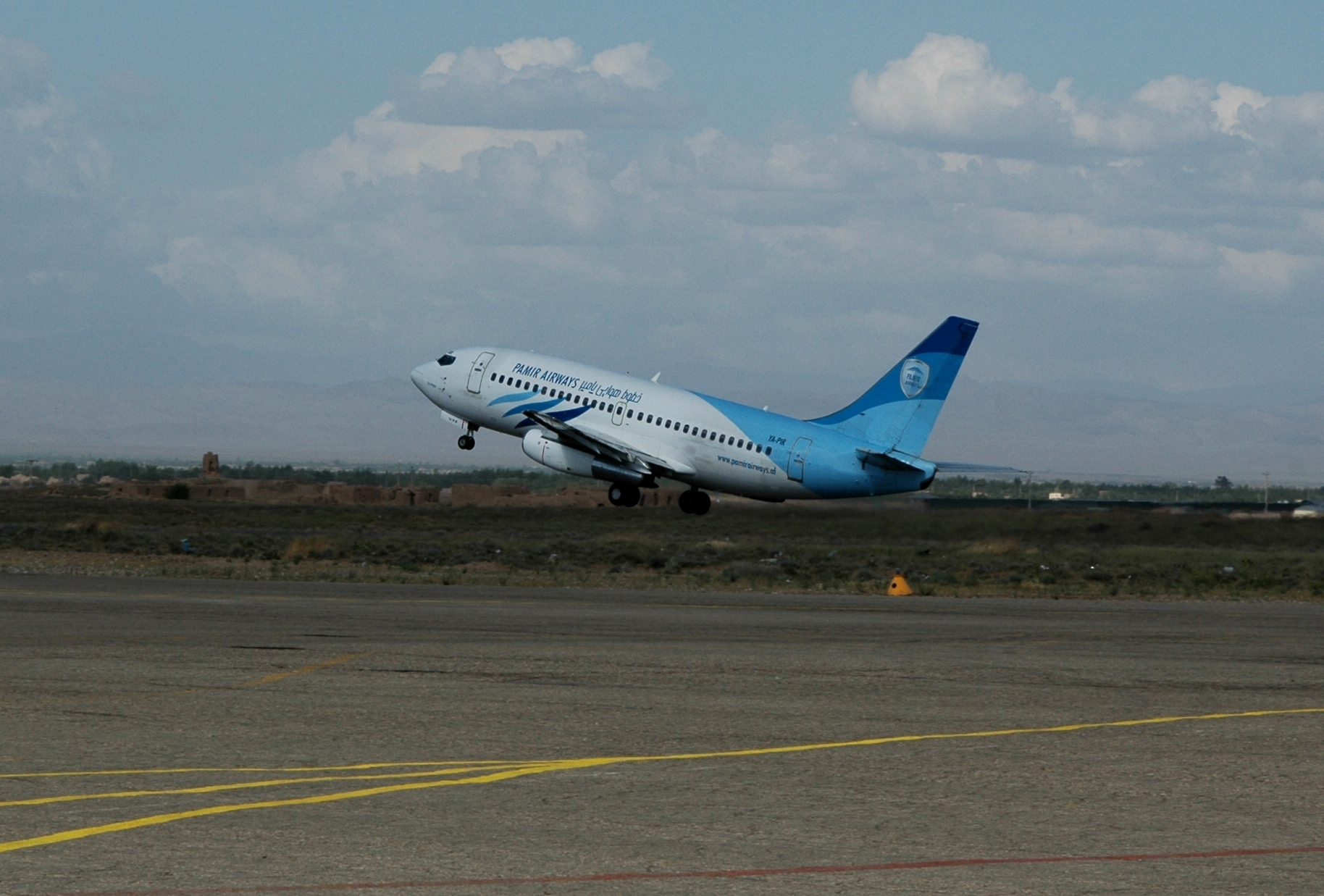
Boeing 737-200 fotografato all'aeroporto di Herat
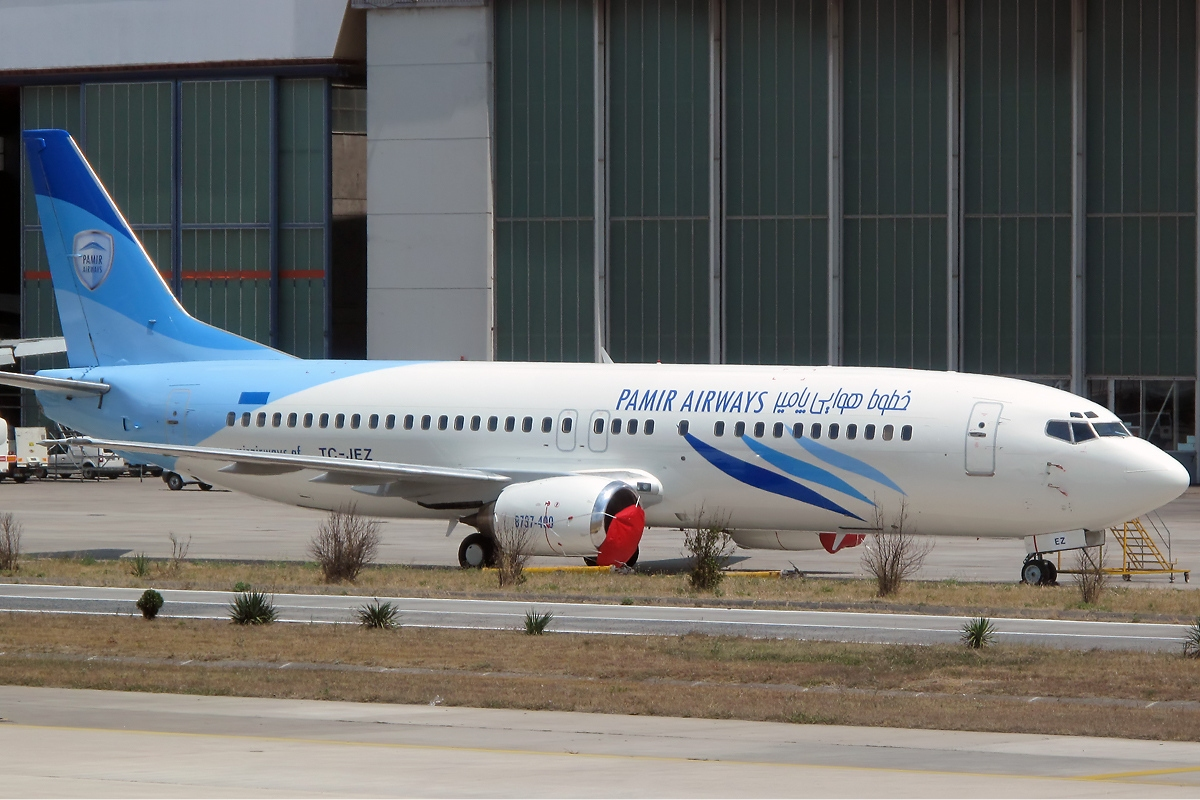
Boeing 737-400 fotografato nel 2009 all'aeroporto di Istanbul Ataturk
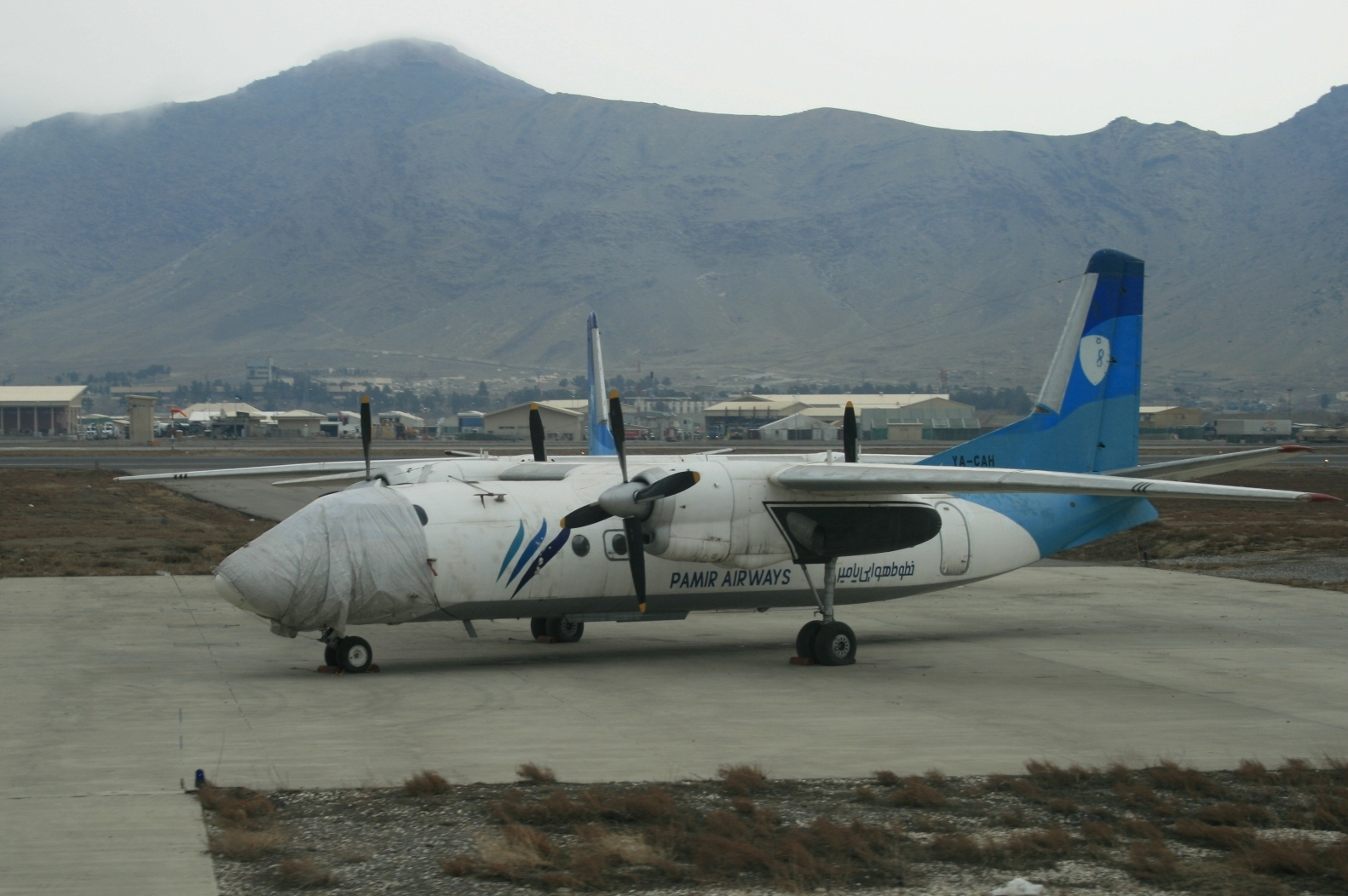
Antonov An-24 fotografato nel 2011 all'aeroporto di Kabul

## Incidenti
Il 17 maggio 2010 un Antonov An-24 operante il volo Pamir Airways 112 tra Kunduz e Kabul, si schianta in condizioni di scarsa visibilità sul passo del Salang, Afghanistan, causando la morte delle 43 persone a bordo.
A giugno 2019 nessun rapporto ufficiale sulle cause dell'incidente è stato diffuso dalle autorità afghane.